# Pakubuwono V van Surakarta
Pakubuwono V van Surakarta (geboren in de kraton van Surakarta op 13 december 1784 - aldaar gestorven aan tuberculose op 5 september 1823) regeerde van 1 oktober 1820 tot zijn vroege dood in 1823 als susuhunan van Surakarta, Hij was een vazal van het Koninkrijk der Nederlanden dat na 1815 de suzerein van Surakarta werd. Voluit was zijn naam en titel "Z.H. Sampeyan Dalam ingkang Sinuhun Kanjeng Susuhanan Prabhu Sri Paku Buwana V Senapati ing Alaga Ngah 'Abdu'l-Rahman Saiyid ud-din Panatagama [Sunan Sugih], Susuhunan van Surakarta". Als prins heette hij "Radin Mas Gusti Sugandhi". Als kroonprins was hij na 8 juni 1775 "Kanjeng Gusti Pangeran Adipati Anum Amangku Negara Sudibya Rajaputra Narendra ing Mataram". De prinsen van het Huis der Kartasura werden in de Kraton opgevoed en onderwezen.
Op 10 oktober 1820 werd de vijfde susuhunan van Surakarta officieel geïnstalleerd. Zijn regeringsmacht was door verdragen en akkoorden met de VOC en met Nederland sterk beperkt maar formeel was hij de eigenaar van alle grond in Surakarta en hij was op zijn beurt de leenheer van tal van vazallen. De machtsverhouding werd tot uitdrukking gebracht in het gebruik dat de gouverneur-generaal van Nederlands-Indië zijn "grootvader" heette te zijn en deze de regerende susuhunans als zijn "kleinzoon" aansprak. Voor de lagere Indische vorsten heetten de Nederlandse bestuurders als "oudere broer" tegenover hun "jongere broer" te staan.
De Javaanse vorst was moslim en had vele echtgenoten en bijvrouwen. Op zijn 17e werd Ratu Kinchana, een zuster van de Pangeran van Mangkupraya zijn eerste vrouw. Na dit dynastieke huwelijk volgden nog drie echtgenoten. De vorst verwekte 45 kinderen.

## Opvolging
- Opvolger van Pakubuwono IV van Surakarta
- Opgevolgd door Pakubuwono VI van Surakarta